# Яценко Володимир Федосійович
Яце́нко Володи́мир Федосі́йович (21 квітня 1915, Савківка Черкаської області — 23 жовтня 2010, Київ) — український художник, майстер пейзажу, автор мистецтвознавчих праць. Член Національної спілки художників України.  Заслужений діяч мистецтв УРСР (1960). Чоловік художниці Маргарити Крижанівської, батько художниці Марини Яценко.

## З життєпису
Мистецьку освіту здобув у Харківському мистецькому технікумі (1937) і Харківському художньому інституті (1942, в Самарканді, клас М. Самокиша). У 1944 — 1952 роках обіймав посаду директора Харківського художнього музею, з 1970 по 1989 — директора Державного музею українського образотворчого мистецтва в Києві.
Працював в галузі жанрового і пейзажного малярства: «Над Дніпром» (1957), «На Чернечій горі» (1960), «Новобудови Києва» (1965), «На Запоріжжі» (1964 — 1965), «Вітер» (1969), «Літній день» (1970), «Вершники революції» (1977) та ін. Автор монографії «М. С. Самокиш» (1945) і альбому «Микола Самокиш» (1979).
Роботи Володимира Яценка представлені в художній колекції Острозького державного історико-культурного заповідника (Рівненська обл.).

## Відзнаки і нагороди
Заслужений діяч мистецтв України (1960).
Нагороджений двома орденами Трудового Червоного Прапора, медалями, Почесною грамотою Президії ВР УРСР (1964, 1975), Почесною грамотою Ради Міністрів України (1999).